# Lars Pedersen (politiker, 1827-1903)
 Der er flere personer med dette navn, se Lars Pedersen.
Lars Pedersen (født 2. april 1827 i Åside, død 11. marts 1903 smst) var en dansk gårdfæster og politiker.
Han var søn af fæstegårdmand Peder Hansen og overtog i 1853 fædrenegården, (nu Hjortsøgaard, Åsidevej 7) på 7½ tønde hartkorn i fæste under baroniet Gaunø. Han blev gift med Dorthea Kathrine, f. Larsen
Lars Pedersen var medlem af Snesere Sogneråd 1862-1873, sognerådsformand 1867-1870, medstifter af Snesere Sogns Sparekasse, senere bestyrelsesmedlem, 1867-1869 bestyrelsesmedlem i "Landboforeningen for mindre Landbrugere i Præstø Amt" samt formand for hesteforsikringsforeningen. I 20 år, fra 1872 til 1892, var han folketingsmand for Venstre fra Præstøkredsen, dvs. i den konfliktprægede periode i dansk politik kendt som provisorietiden.
Lars Pedersen stillede sig første gang imod skoleinspektør Frederik Frølund ved valget den 12. oktober 1866, men bukkede da under med en ret anseelig minoritet. I 1869 stillede han sig ikke, derimod i 1872, hvor han med stor stemmeflerhed besejrede skoleinspektør Brøchner-Larsen og Frølund, hvis rolle var i den grad udspillet, at han af henved 1100 afgivne stemmer kun fik 90. I 1873 besejrede Lars Pedersen grev Holstein til Langebæksgård, og i 1876 og 1879 stod han uden modkandidat. Ved de to valg i maj og juli 1881 var godsejer Alfred Hage til Oremandsgård oppe imod ham, men Pedersen fastholdt mandatet.
Ifølge Henrik Wulff spillede han ingen større rolle i Rigsdagen og talte næsten aldrig. Han hørte til Christen Bergs tilhængere (Det Forhandlende Venstre), og da forholdene senere blev radikaliserede, mistede Pedersen mandatet ved valget i 1892, fordi det nydannede Radikale Venstre (1878) stillede med gårdejer N. Olsen, der fik 411 stemmer, mens sejrherren på grund af det splittede Venstre blev Alfred Hage fra Højre.